# Puente Vanšu
El Puente Vanšu (en letón: Vanšu tilts) es una estructura que se localiza en Riga, se trata de un puente atirantado que cruza el río Daugava en la capital de Letonia. Es uno de los cinco puentes que cruzan Daugava en Riga, posee 595 metros de largo, fue construido durante el período soviético y se abrió al uso público en 1981 como el puente de Gorky (letón: Gorkija tiltu) debido a la calle Maxim Gorky.